# Matthew Gregory Lewis
Pour les articles homonymes, voir Matthew Lewis et Lewis.
Œuvres principales
- Le Moine

Matthew Gregory Lewis, né à Londres le 9 juillet 1775 et mort en mer le 14 mai 1818, est un romancier et dramaturge anglais, souvent désigné sous le nom du « moine » Lewis, en raison du succès de son roman gothique, Le Moine (The Monk) en 1796.

## Biographie
Matthew Gregory Lewis étudie, en vue d'une carrière diplomatique, à la Westminster School et à Christ Church à Oxford, passant la plupart de ses vacances à l'étranger dans l'étude des langues modernes ; en 1794, il se rend à La Haye comme attaché à l'ambassade britannique. Bien qu'il n'y reste que quelques mois, c'est là qu'il écrit, en dix semaines, son roman Ambroise, ou le Moine (Ambrosio, or the Monk), qui est publié pendant l'été, l'année suivante. Il obtient immédiatement un grand succès, mais certains passages sont d'une telle nature qu'un an après, le livre fait l'objet d'une injonction de restriction à la vente. Lewis publie une deuxième édition dont il a retranché tous les passages jugés répréhensibles, ce qui n'enlève rien au caractère terrifiant de l'ouvrage. Lord Byron, dans Bardes anglais et critiques écossais, écrit du « merveilleux travail de Lewis, moine ou barde, qui ferait du Parnasse un cimetière ; même le personnage de Satan pourrait redouter de demeurer en sa compagnie, et, dans son crâne, on discerne un enfer plus profond. » Le Marquis de Sade fait aussi l'éloge de Lewis dans son essai Idée sur les romans (1800). Plus tard, les Romantiques, Hoffmann, Coleridge ou Victor Hugo y trouvèrent une source d'inspiration ; Charles Dickens alla jusqu'à acheter le manuscrit aux enchères. André Breton en fit un modèle pour le surréalisme et Antonin Artaud en proposa une réécriture libre.
Quels que soient ses défauts, moraux ou esthétiques, Le Moine n'empêche pas Lewis d'être introduit dans la meilleure société ; il est favorablement remarqué à la cour, et, dès qu'il a l'âge requis pour briguer un mandat, il se fait élire député de Hindon, dans le Wiltshire, à la Chambre des Communes. Après quelques années, durant lesquelles il n'intervient jamais à la Chambre, il se retire finalement de la carrière parlementaire. Ses goûts le poussent vers la littérature, et Le Spectre du château (The Castle Spectre), en 1796, un drame musical sans grand mérite littéraire, mais qui jouit d'une longue popularité sur scène, Le Ministre (The Minister), une traduction de Kabale und Liebe de Friedrich Schiller, Rolla (1797), une traduction de Kotzebue, Alphonse, roi de Castille (1801), et nombre d'autres livrets d'opéra et de tragédies, sont publiés à un rythme rapide. Le Brigand de Venise (The Bravo of Venice), libre adaptation d'Abällino der große Bandit (1793), un roman de l'écrivain allemand Zschokke, est édité en 1804 ; après Le Moine, c'est son livre le plus connu. La mort de son père le laisse avec une grande fortune, et, en 1815, il part vers les Indes occidentales pour visiter ses domaines. Au cours de ce voyage, qui dure quatre mois, il écrit le Journal d'un propriétaire des Indes occidentales (the Journal of a West Indian Proprietor), qui sera édité à titre posthume en 1833. Il entreprend un second voyage vers la Jamaïque en 1817, dans l'espoir de se familiariser avec la condition des esclaves et trouver le moyen de l'améliorer. Épuisé, en plein climat tropical, il contracte la fièvre jaune qui conduit à sa mort, pendant le voyage du retour.
La Vie et la Correspondance de M.G. Lewis ont été publiées, en deux volumes, en 1839. Lewis, avec Ann Radcliffe et Horace Walpole, est l'un des initiateurs du roman gothique.

## Œuvres
- Le Moine (The Monk), roman (1796), re-traduit et adapté en 1931 en France par Antonin Artaud
- Le Spectre du château (The Castle Spectre), drame musical (1796)
- Rolla (1797)
- The Bravo of Venice (1804)
- L’Anaconda (The Anaconda), roman (1813), 1re trad. 1822, re-trad. par Pauline Tardieu-Collinet, Finitude, 2016
- Journal d'un propriétaire des Indes occidentales (Journal of a West India Proprietor), posthume (1833)
- La Vie et la Correspondance de M.G. Lewis, posthume (1839)

### Traductions
- Le Ministre (The Minister), une traduction de Kabale und Liebe de Friedrich Schiller
- Le Brigand de Venise (The Bravo of Venice), roman (1804), traduit en français en 1806, réédité en 1978 par Jeanne Laffitte/Éditeur, Marseille
- Journal de voyage à la Jamaïque, posthume (1834), traduit en français en 1991 aux éditions José Corti  (ISBN 978-2714304117)